# Les Maîtres de l'affiche
Les Maîtres de l'affiche est une publication illustrée mensuelle française, éditée entre décembre 1895 et novembre 1900. Son titre complet est Les Maîtres de l'affiche : publication mensuelle contenant la reproduction des plus belles affiches illustrées des grands artistes, français et étrangers, éditée par L'Imprimerie Chaix, Paris.

## Historique de la publication
L'idée de départ vient de Jules Chéret, alors directeur artistique de Chaix, une imprimerie située au 20 rue Bergère.
Chaque numéro comprend quatre affiches reproduites au format cloche et en chromolithographie. Chaque tirage comprend un timbre à sec d'authentification. Le prix de vente au numéro est de 2,50 francs, l'abonnement de 27 francs ; il existe une édition de luxe sur papier japon tirée à 100 exemplaires vendu 80 francs pour 12 numéros.
En janvier 1897, un premier volume reprenant toutes les affiches publiées l'année précédente est proposé à la vente, précédée d'une introduction signée Roger Marx, en un format album relié par Jean Engel d'après la maquette de Paul Berthon. Il y eut en tout cinq volumes, jusqu'en janvier 1901, soit un total de 256 affiches pour 97 artistes. Chaque volume était accompagné de deux ou quatre dessins spécialement conçus par un artiste et reproduits selon le procédé chromolithographique.
- Jules Chéret (dir.) (préf. Roger Marx), Les Maîtres de l'affiche, vol. 1, Paris, Chaix, décembre 1895, 135 p. (lire en ligne sur Gallica).

Le volume 1 contient les planches 1 - 48, plus deux dessins inédits de Jules Chéret.
Les affiches sont visibles dans la galerie de Commons : Les affiches du volume 1
- Jules Chéret (dir.) (préf. Roger Marx), Les Maîtres de l'affiche, vol. 2, Paris, Chaix, novembre 1896, 135 p. (lire en ligne sur Gallica).

Le volume 2 contient les planches 49 - 96, plus deux dessins inédits de Jules Chéret et d'Adolphe Willette.
Les affiches sont visibles dans la galerie de Commons : Les affiches du volume 2
- Jules Chéret (dir.) (préf. Roger Marx), Les Maîtres de l'affiche, vol. 3, Paris, Chaix, novembre 1898, 129 p. (lire en ligne sur Gallica).

Le volume 3 contient les planches 97 - 144, quatre dessins inédits de Jules Chéret, Georges de Feure, Henri-Gabriel Ibels et Théophile Alexandre Steinlen
Les affiches sont visibles dans la galerie de Commons : Les affiches du volume 3
- Jules Chéret (dir.) (préf. Roger Marx), Les Maîtres de l'affiche, vol. 4, Paris, Chaix, novembre 1899, 139 p. (lire en ligne sur Gallica).

Le volume 4 contient les planches 145 - 192, plus quatre dessins inédits de Jules Chéret, Crafty, Théophile-Alexandre Steinlen et Adolphe Willette.
Les affiches sont visibles dans la galerie de Commons : Les affiches du volume 4
- Jules Chéret (dir.) (préf. Roger Marx), Les Maîtres de l'affiche, vol. 5, Paris, Chaix, novembre 1900, 53 p. (lire en ligne).

Le volume 5 contient les planches 193 - 240, plus quatre dessins inédits de Paul Berthon, Jules Chéret (2) et Charles Léandre. (Les planches no 202 et no 212 manquent)
Les affiches sont visibles dans la galerie de Commons : Les affiches du volume 5
En 2014 un ensemble des cinq tomes a été vendu pour 43 450 $.

## Quelques affiches emblématiques
L'ensemble des affiches par l'ordre alphabétique des artistes est visible dans la galerie Les Maîtres de l'Affiche.

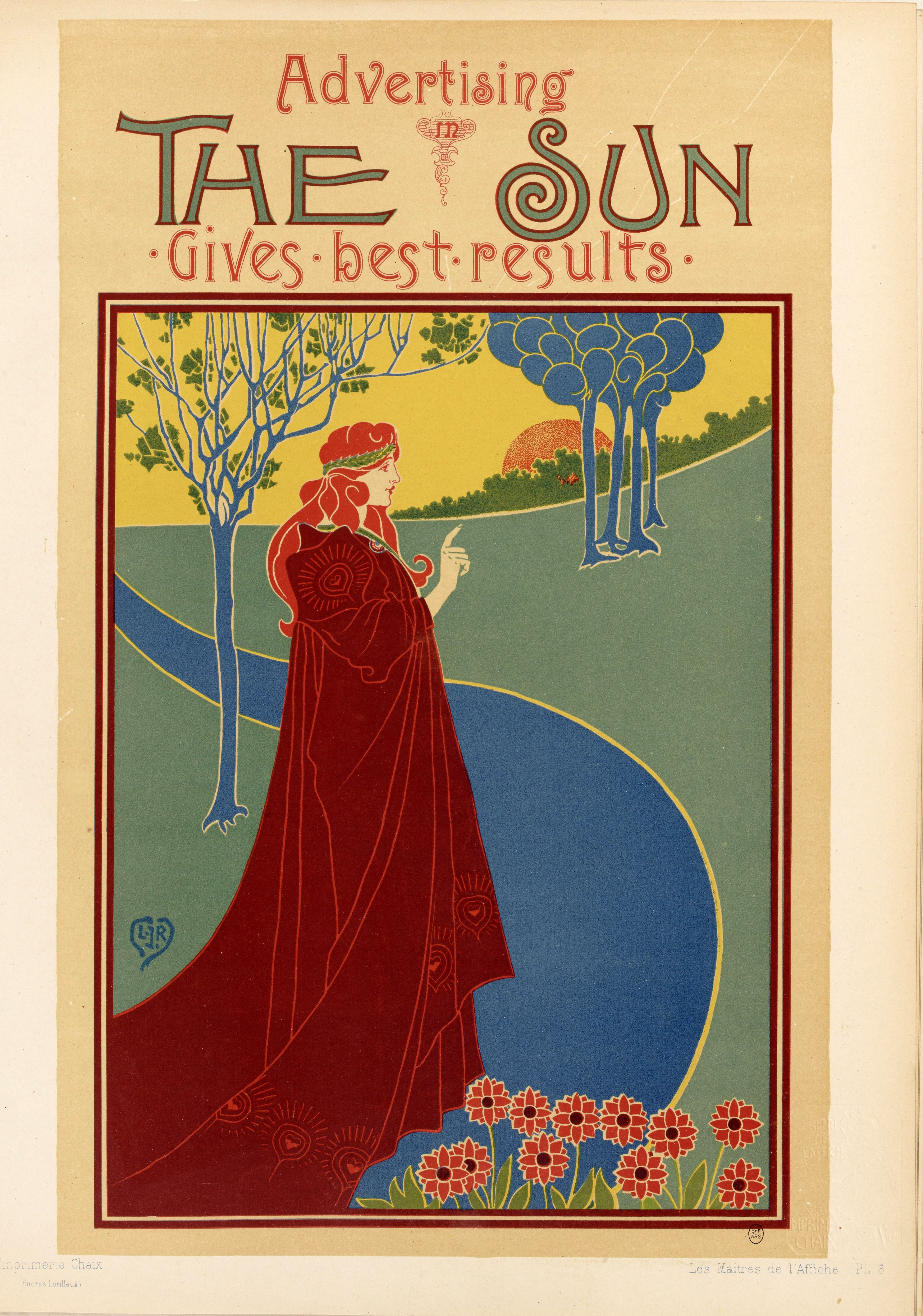
Pl 8 - Louis Rhead
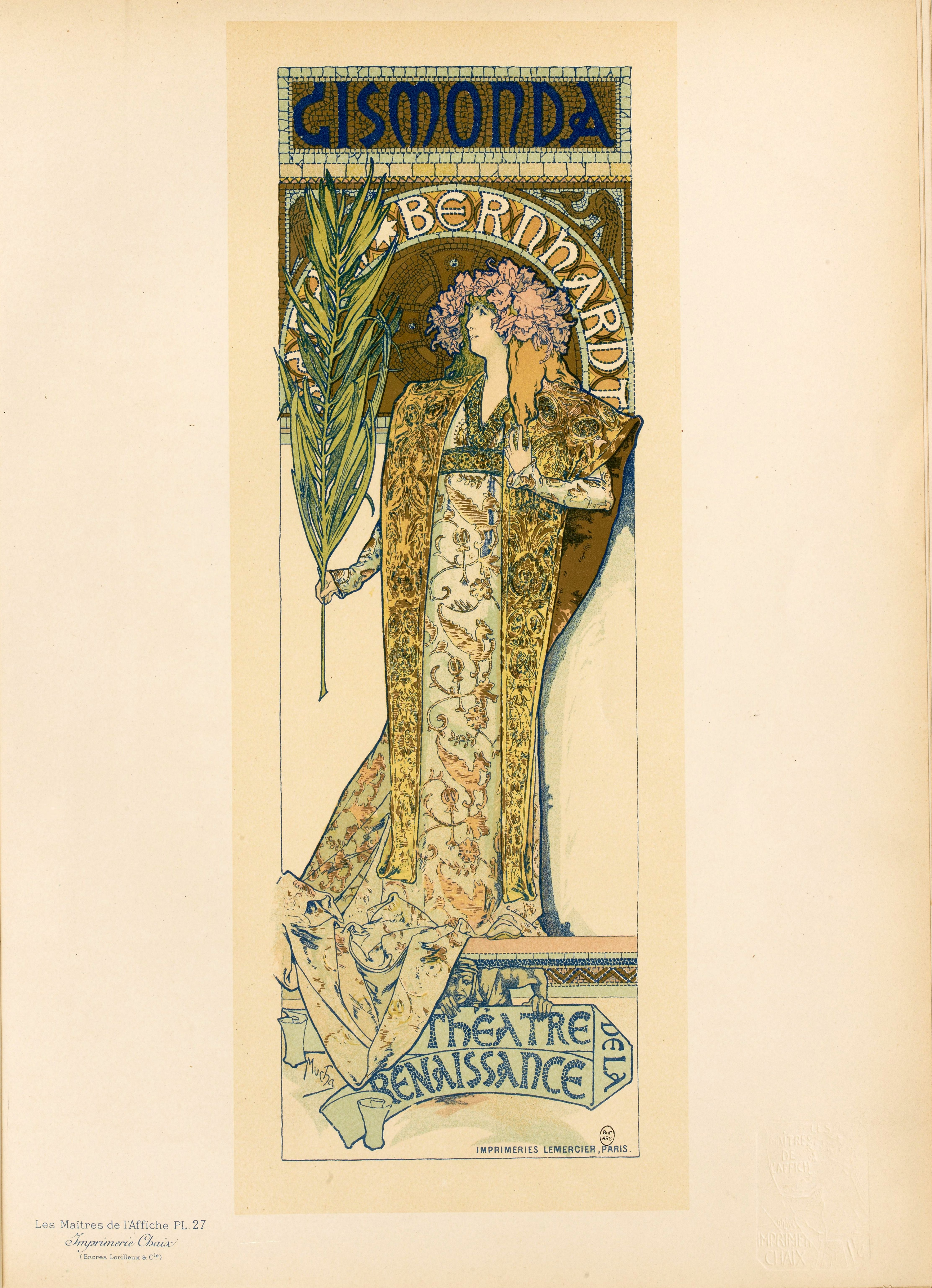
Pl 27 - Alfons Mucha
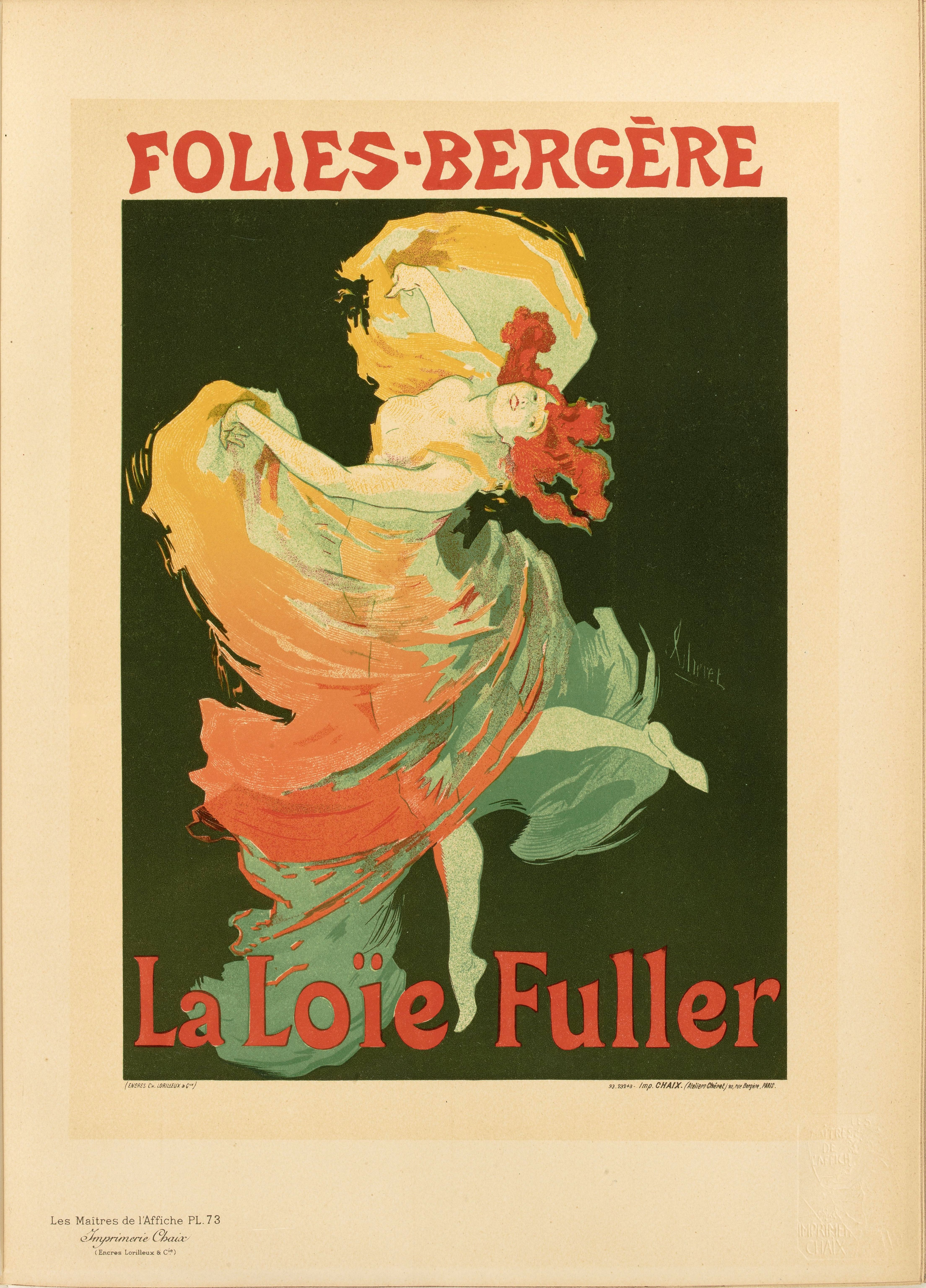
Pl 73 - Jules Chéret
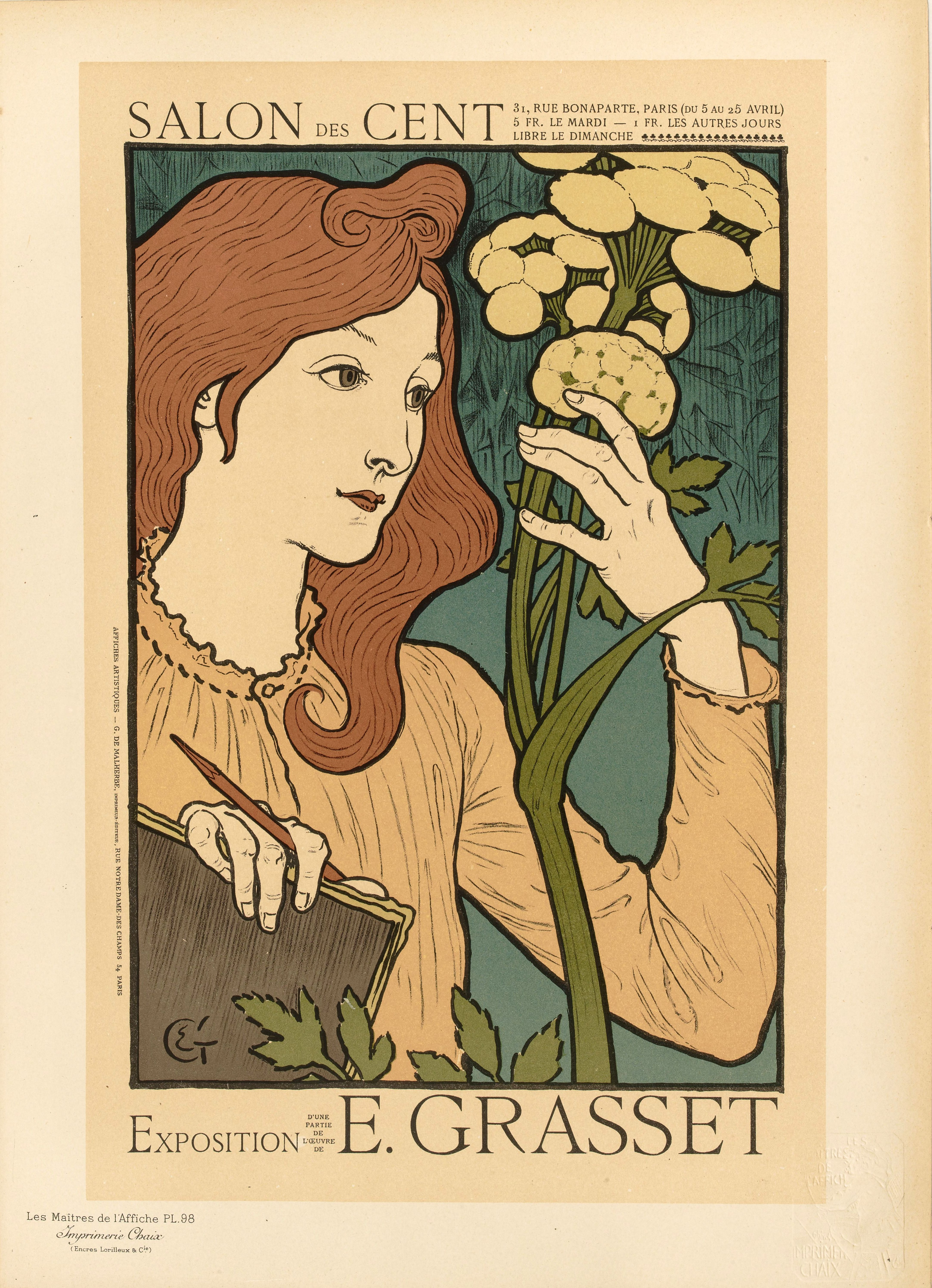
Pl 98 Eugène Grasset
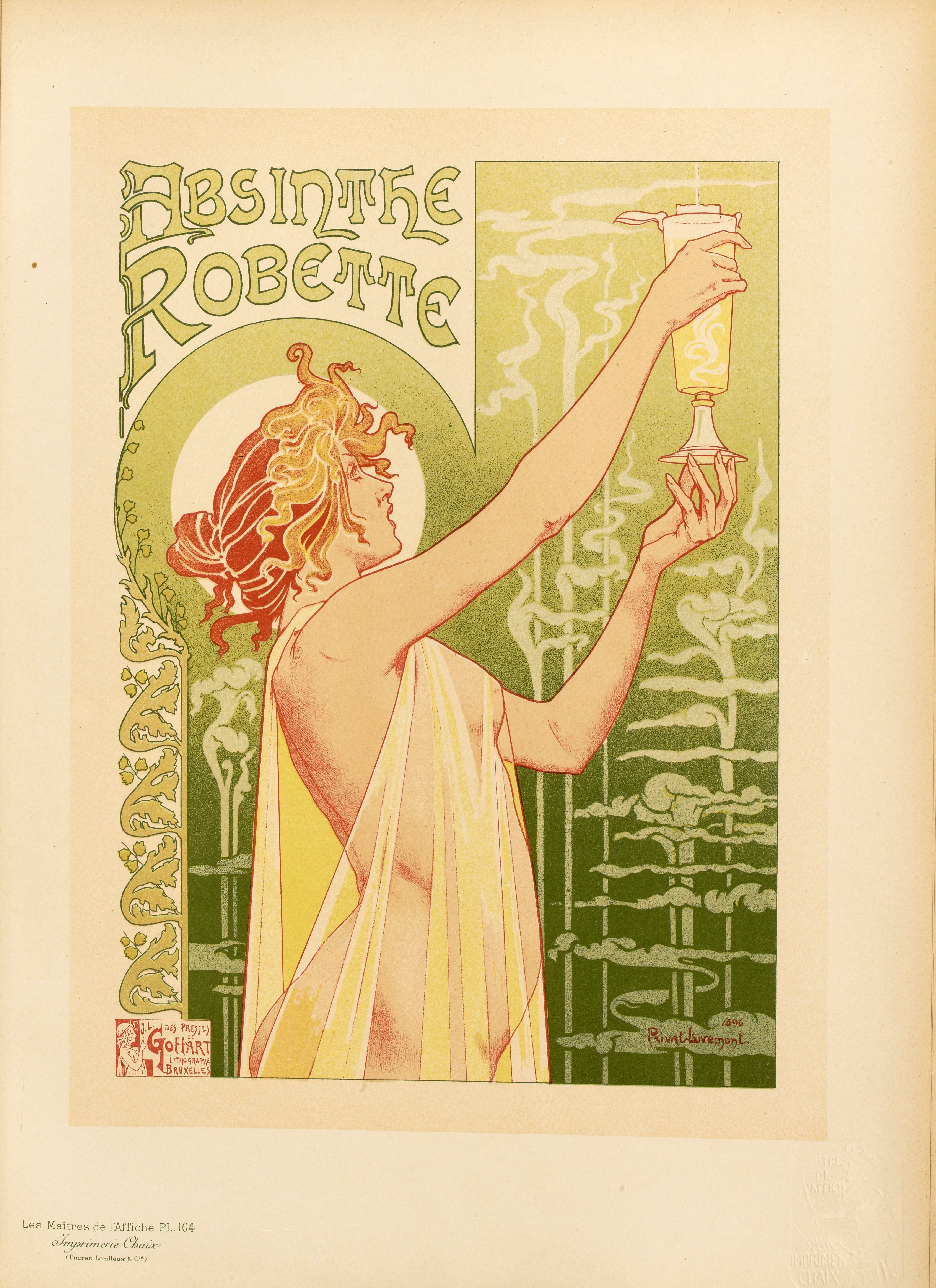
Pl 104 - Privat-Livemont
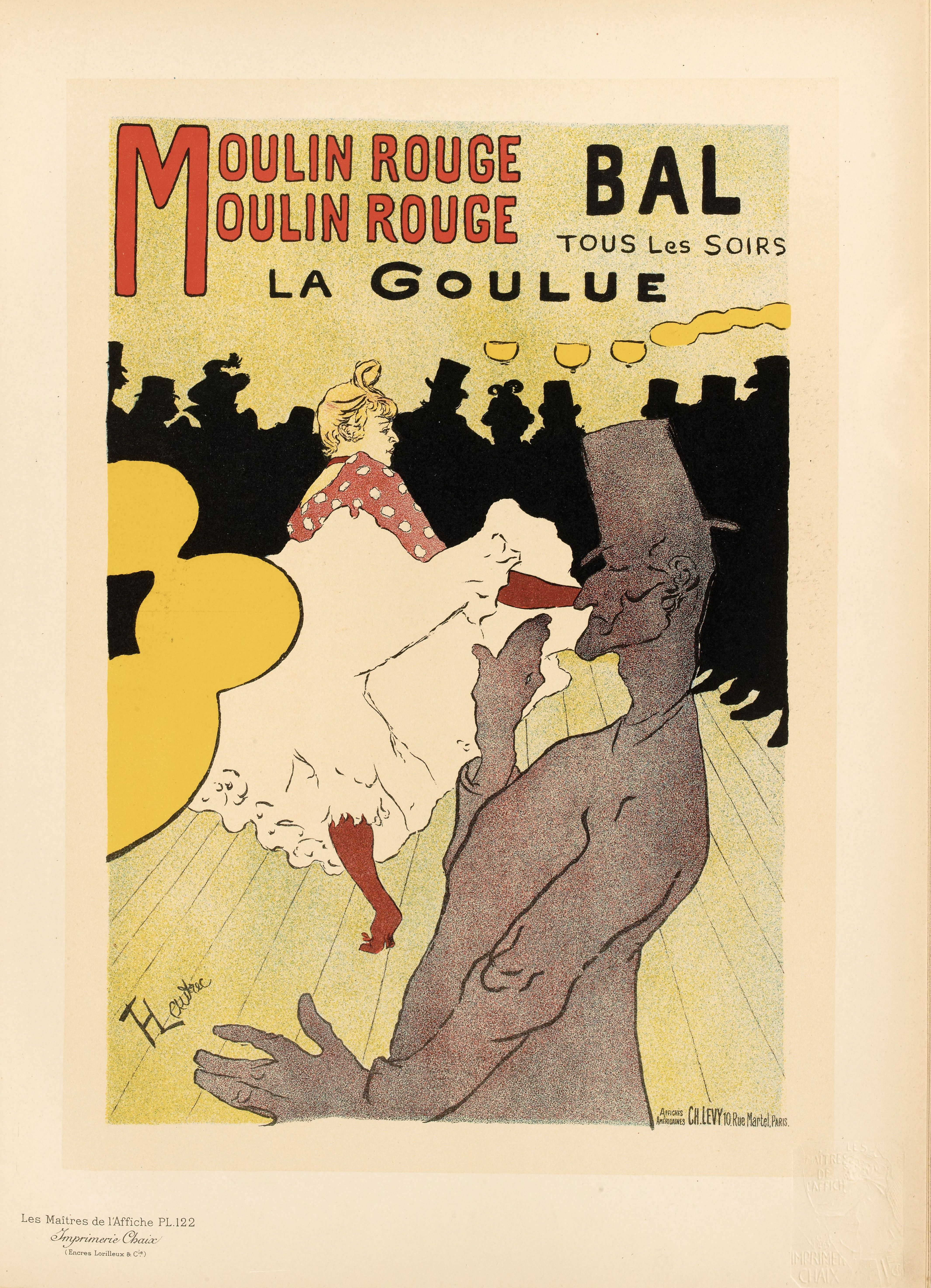
Pl 122 - Toulouse-Lautrec
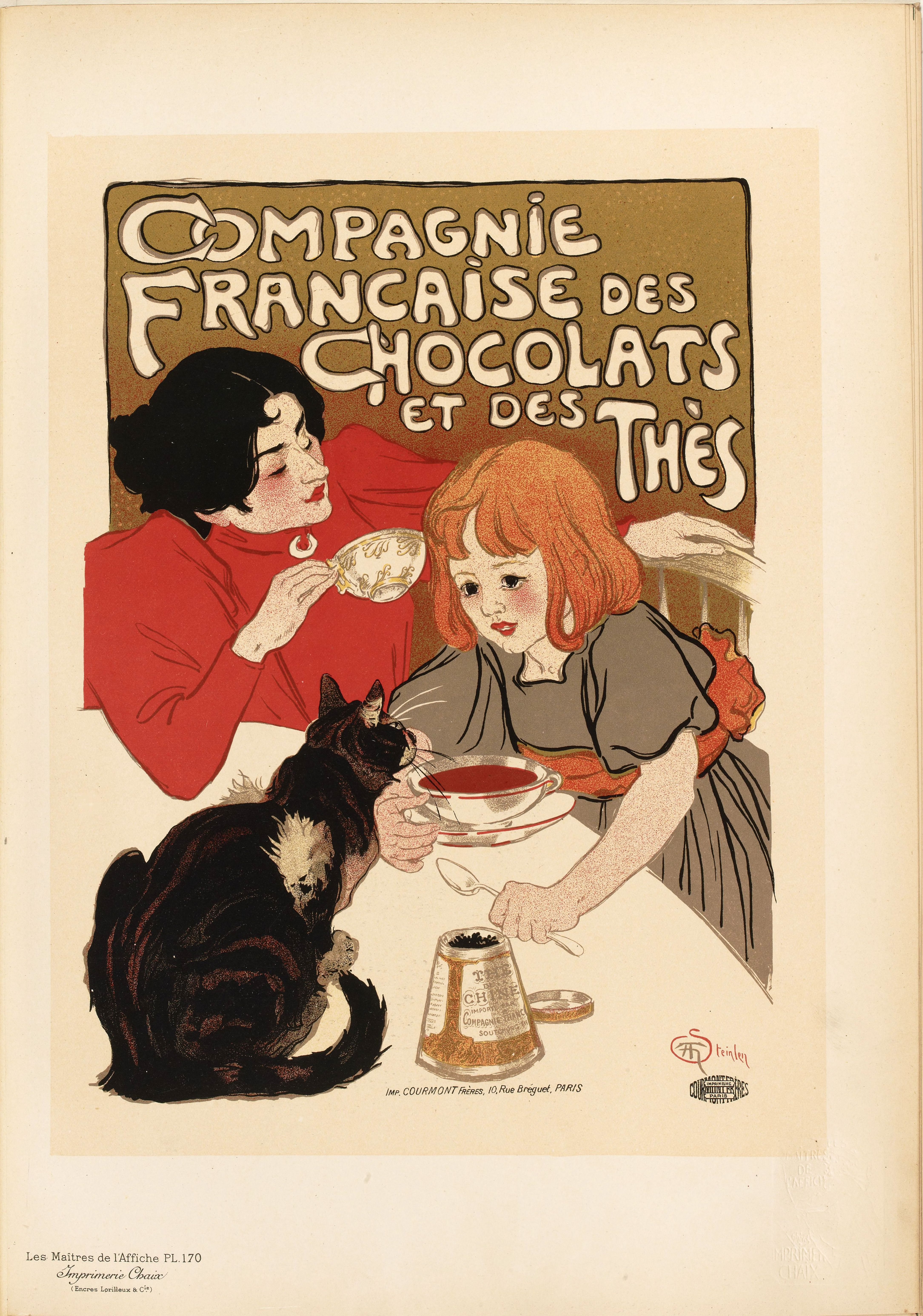
Pl 170 - Steinlen
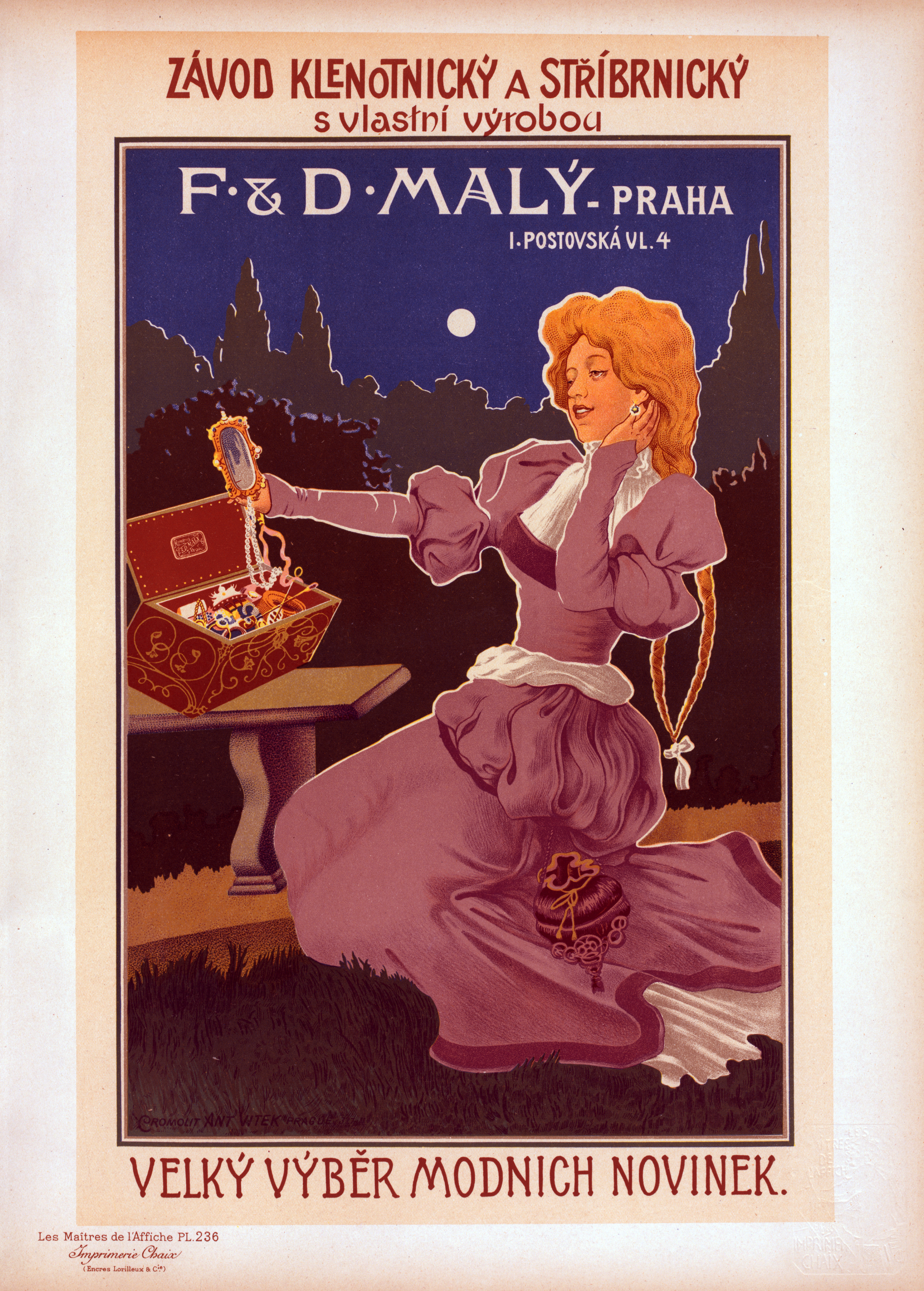
Pl 236 - Karel Reisner

## Affichistespubliés dans la revue
Les chiffres après le nom de l'artiste dans la liste ci-dessous, correspondent au numéro de la planche dans la collection.
- Hugo d'Alesi (66, 171)
- Louis Anquetin (150)
- Anonyme (176, 236)
- Ferdinand Bac (19)
- Emmanuel Barcet (202)
- Árpád Basch (208)
- Beggarstaffs[Note 1] (16, 63, 107, 168, 184)
- Émile Berchmans (108)
- Paul Berthon (175, 227)
- Giuseppe Boano (192)
- Pierre Bonnard (38)
- Firmin Bouisset (47)
- Louis-Maurice Boutet de Monvel (26, 106)
- William Bradley (52, 152, 172)
- Caran d'Ache (70)
- William Carqueville (44, 132)
- Henri Cassiers (228)
- Frédéric-Auguste Cazals (15)
- E. Charle Lucas (155, 210, 234)
- Alexandre Charpentier (131)
- Jules Chéret (1, 5, 9, 13, 17, 21, 25, 29, 33, 37, 41, 45, 49, 53, 57, 61, 65, 69, 73, 77, 81, 85, 89, 93, 97, 101, 105, 109, 113, 117, 121, 125, 129, 133, 137, 141, 145, 149, 153, 157, 161, 165, 169, 173, 177, 181, 185, 189, 193, 197, 201, 205, 209, 213, 217, 221, 225, 229, 233, 237)
- Crafty
- Adolphe Crespin (28,91)
- Maurice Denis (140)
- Auguste Donnay (59)
- Arthur Wesley Dow (36)
- Édouard Duyck (28)
- Leigh Ellis[Note 2] (96)
- Henri Evenepoel (116)
- Georges Fay (183, 231)
- Fernand Fernel (154, 207)
- Georges de Feure (10, 130, 146, 199)
- Otto Fischer (68, 127)
- Paul Gustav Fischer (84)
- Jean-Louis Forain (51, 186)
- Gustave Fraipont (218)
- Léo Gausson (71)
- Henry Gerbault (83)
- Alice Russell Glenny (60)
- Auguste Gorguet
- Fernand Gottlob (219, 239)
- Eugène Grasset (18, 42, 50, 98, 126, 158, 174)
- Maurice Greiffenhagen (24)
- Jules Grün (103, 159, 223)
- Albert Guillaume (30, 163)
- V. Guillet[Note 3].
- Dudley Hardy(4, 8, 92, 148, 216)
- Frank Hazenplug (87)
- Adolfo Hohenstein (160, 180)
- Fred Hyland[Note 2] (96, 120)
- Vojtěch Hynais (56)
- Henri-Gabriel Ibels (6,78, 102, 138)
- Rudolph Koller (188)
- Charles Léandre (206)
- Lucien Lefèvre (11, 55, 90, 135)
- Lorant-Heilbronn (187)
- Maximilien Luce (139)
- Giovanni Mataloni (72)
- Lucien Métivet (22)
- Georges Meunier (7, 31, 62, 147, 167)
- Henri Meunier (40, 156, 196)
- Ferdinand Mifliez Misti (86, 215)
- Étienne Moreau-Nélaton (58, 118, 162, 178, 198)
- Albert Morrow (79)
- Alfons Mucha (27, 94, 114, 144, 166, 182)
- William Nicholson (232)
- Gaston Noury (39)
- Viktor Oliva (100)
- Manuel Orazi (214)
- Pal (35) (et Julius Price)
- Maxfield Parrish (123)
- René Péan (191, 211)
- Edward Penfield (20, 115)
- Julius Mendes Price (3)
- Privat-Livemont (88, 104)
- Puvis de Chavannes (54)
- Armand Rassenfosse (12, 224)
- Maurice Réalier-Dumas (23, 111, 226)
- Ethel Reed (99, 128)
- Fritz Rehm (124)
- Karel Reisner[Note 4]
- Louis Rhead (8, 200, 220)
- Alexandre de Riquer (64, 203)
- Manuel Robbe (143)
- Georges-Antoine Rochegrosse (230)
- Auguste Roedel (75, 179, 195, 235)
- Joseph Sattler (67)
- Carlos Schwabe (74)
- Théophile-Alexandre Steinlen (34, 46, 95, 134, 170, 190)
- Léopold Stevens (151)
- M. Louise Stowell (en) (76)
- Henry Atwell Thomas (222)
- Henri de Toulouse-Lautrec (2, 82, 110, 122, 238)
- Fernand Toussaint (80)
- Félix Vallotton (119)
- Johann Georg van Caspel (240)
- Adolphe Willette (14, 43, 142, 194)
- Josef Rudolf Witzel (164)
- Charles Herbert Woodbury (en) (32, 112)